# Roată (mașină simplă)

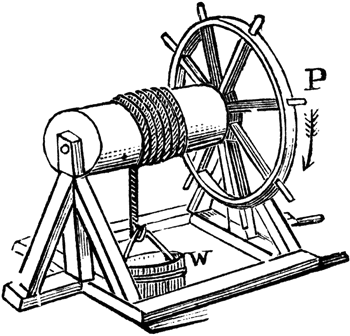
Troliul este o binecunoscută aplicație a roții

Roata este una dintre cele șase mașini simple identificate de oamenii de știință din Renaștere ca provenind din textele grecești despre tehnologie. Ca mașină simplă roata este formată dintr-o roată de acționare fixată pe un ax, astfel că aceste părți se rotesc solidar iar forțele sunt transmise de la una la alta. În această construcție piesele în rotație sunt susținute de lagăre.
Heron din Alexandria a identificat roata ca una dintre cele șase mașini simple folosite pentru a ridica greutăți.  
Se crede că asta se făcea sub formă de troliu, care constă într-o manivelă sau scripete conectat la un tambur cilindric care oferă un avantaj mecanic la înfășurarea unei frânghii la ridicarea unei greutăți, cum ar fi o găleată cu apă din fântână.
Acest sistem este o versiune a unei pârghii la care forțele se aplică tangențial la perimetrele roții și tamburului, care se rotesc în lagăr, care formează punctul de sprijin. Avantajul mecanic al roții este raportul distanțelor la care sunt aplicate forțele față de punctul de sprijin, ceea ce este același lucru cu raportul razelor roții și a tamburului.

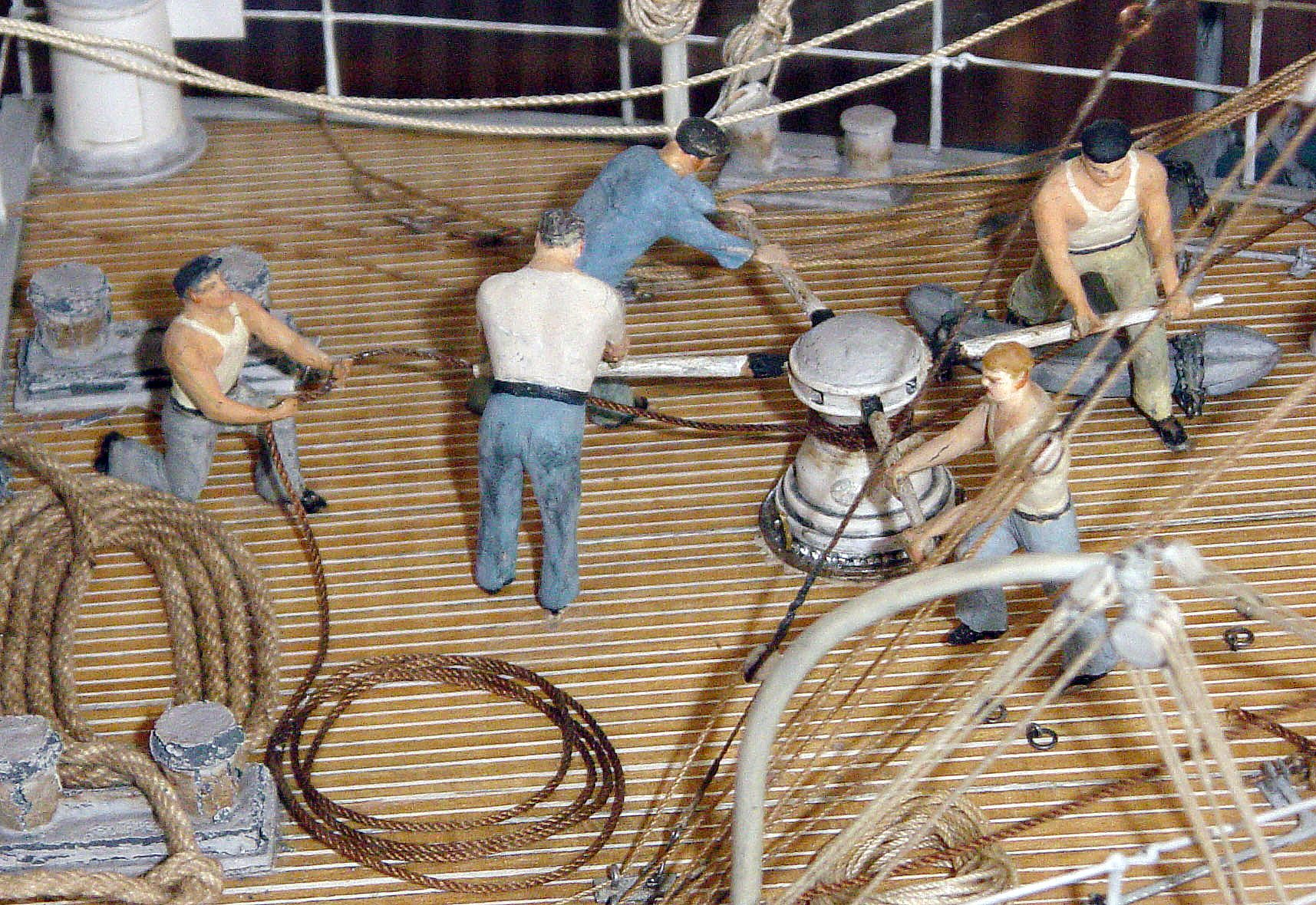
Manelele inserate în cabestan oferă un avantaj mecanic la ridicarea ancorei